# Marčana
Marčana (italsky Marzana) je vesnice a správní středisko stejnojmenné opčiny v Chorvatsku v Istrijské župě. Nachází se asi 11 km severovýchodně od Puly. V roce 2011 žilo v Marčaně 1 070 obyvatel, v celé opčině pak 4 253 obyvatel.
Součástí opčiny je celkem 22 trvale obydlených vesnic.
- Belavići – 37 obyvatel
- Bratulići – 47 obyvatel
- Cokuni – 71 obyvatel
- Divšići – 177 obyvatel
- Filipana – 97 obyvatel
- Hreljići – 90 obyvatel
- Kavran – 99 obyvatel
- Krnica – 286 obyvatel
- Kujići – 72 obyvatel
- Loborika – 844 obyvatel
- Mali Vareški – 94 obyvatel
- Marčana – 1 070 obyvatel
- Mutvoran – 25 obyvatel
- Orbanići – 164 obyvatel
- Pavićini – 68 obyvatel
- Peruški – 252 obyvatel
- Pinezići – 47 obyvatel
- Prodol – 97 obyvatel
- Rakalj – 440 obyvatel
- Šarići – 77 obyvatel
- Šegotići – 74 obyvatel
- Veliki Vareški – 25 obyvatel

Marčanou prochází státní silnice D66 a župní silnice Ž5101, Ž5118, Ž5119, Ž5122 a Ž5123.